# Tillandsia nolleriana
Tillandsia nolleriana là một loài thuộc chi Tillandsia. Đây là loài đặc hữu của México.